# Missy (Calvados)
Pour les articles homonymes, voir Missy.
Missy est une ancienne commune française, située dans le département du Calvados en région Normandie, devenue le 1er janvier 2016 une commune déléguée au sein de la commune nouvelle de Noyers-Missy puis de celle de Val d'Arry au 1er janvier 2017.
Elle est peuplée de 544 habitants.

## Géographie
La commune est aux confins du Bocage virois, du Bessin et de la plaine de Caen, aux portes du Pré-Bocage, désignation récente, sorte de seuil du Massif armoricain. Son bourg est à 5 km au nord-ouest d'Évrecy, à 9,5 km au nord-est de Villers-Bocage, à 10 km au sud-est de Tilly-sur-Seulles et à 17 km à l'ouest de Caen.
Le territoire s'étend sur 506 hectares.
Missy est dans le bassin de l'Orne, par son affluent l'Odon qui délimite le territoire au sud-ouest. Trois de ses affluents parcourent le territoire communal : le ruisseau du Val Chesnel qui marque la limite au sud, ruisseau de la Pigacière qui borde le bourg par le sud, et le ruisseau d'O grossi des eaux du ruisseau de la Picardie au nord.
Le point culminant (120/121 m) se situe au nord, près du lieu-dit les Nouillons, sur l'A84. Le point le plus bas (47 m) correspond à la sortie de l'Odon du territoire, à l'est.
Hameaux : le Bourg, la Flaguais, la Félière, les Bas Monceaux, les Hauts Monceaux, la Pigacière, le Quesnot, le Bas des Forges, le Haut des Forges, Cayer, les Nouillons, le Rosel.
| Noyers-Bocage (comm. nouv. de Val d'Arry)                                        | Grainville-sur-Odon                          | Grainville-sur-Odon         |
| Noyers-Bocage (comm. nouv. de Val d'Arry)                                        | Missy                                        | Grainville-sur-Odon, Gavrus |
| Noyers-Bocage (comm. nouv. de Val d'Arry), Le Locheur(comm. nouv. de Val d'Arry) | Le Locheur(comm. nouv. de Val d'Arry), Bougy | Bougy                       |

## Toponymie
Le toponyme est attesté sous la forme Misseium en 1190. Il serait issu d'un anthroponyme gaulois ou roman Micius ou Mittius.
Le gentilé est  Misséen.

## Histoire
La paroisse de Missy dépendait de la sergenterie de Villers, du notariat de Noyers, de l'élection de Caen. Elle a pour patron saint Jean-Baptiste. Les noms des seigneurs de Missy sont gravés sur les cloches.
Le hameau des Forges est le plus peuplé. Au Moyen Âge, les forges donnèrent le nom du village. La mairie et l'école datent de 1852.
Le premier marquillier de la paroisse était François Jean-Pierre de Chazot, époux de Sophie-Marie de Vassy, ancien capitaine d'Infanterie. On pouvait voir jadis à l'intérieur de l'église des pierres tombales rappelant la sépulture des anciens seigneurs de Missy. Le vieux manoir actuellement à usage de ferme, proche de l'église ainsi que le presbytère datent du XVIe siècle. Le château de Missy date des premières années du XVIIIe siècle, il est entouré d'une douve, l'endroit où il a été bâti se nommait le lieu des Préaux. La ferme de la Guerre sur le ruisseau d'O a été habitée aux XVIe et XVIIe siècles par les Vincent, sieurs de la Guerre.
Le double crime du 2 mars 1921 des époux Baptiste qui tenaient une épicerie est resté dans la mémoire collective.
Le 1er janvier 2016, Missy intègre avec Noyers-Bocage la commune de Noyers-Missy créée sous le régime juridique des communes nouvelles instauré par la loi no 2010-1563 du 16 décembre 2010 de réforme des collectivités territoriales. Les communes de Missy et Noyers-Bocage deviennent des communes déléguées et Noyers-Bocage est le chef-lieu de la commune nouvelle.

## Politique et administration
| Période                                  | Période   | Identité               | Étiquette | Qualité                       |
| ---------------------------------------- | --------- | ---------------------- | --------- | ----------------------------- |
| ?                                        | ?         | Louis Marie            |           |                               |
| ?                                        | ?         | Élisabeth de Bonnières |           |                               |
| ?                                        | mars 2008 | Jean Lhommet           |           |                               |
| mars 2008                                |           | Christian Vengeons     | SE        | Directeur de service éducatif |
| Les données manquantes sont à compléter. |           |                        |           |                               |

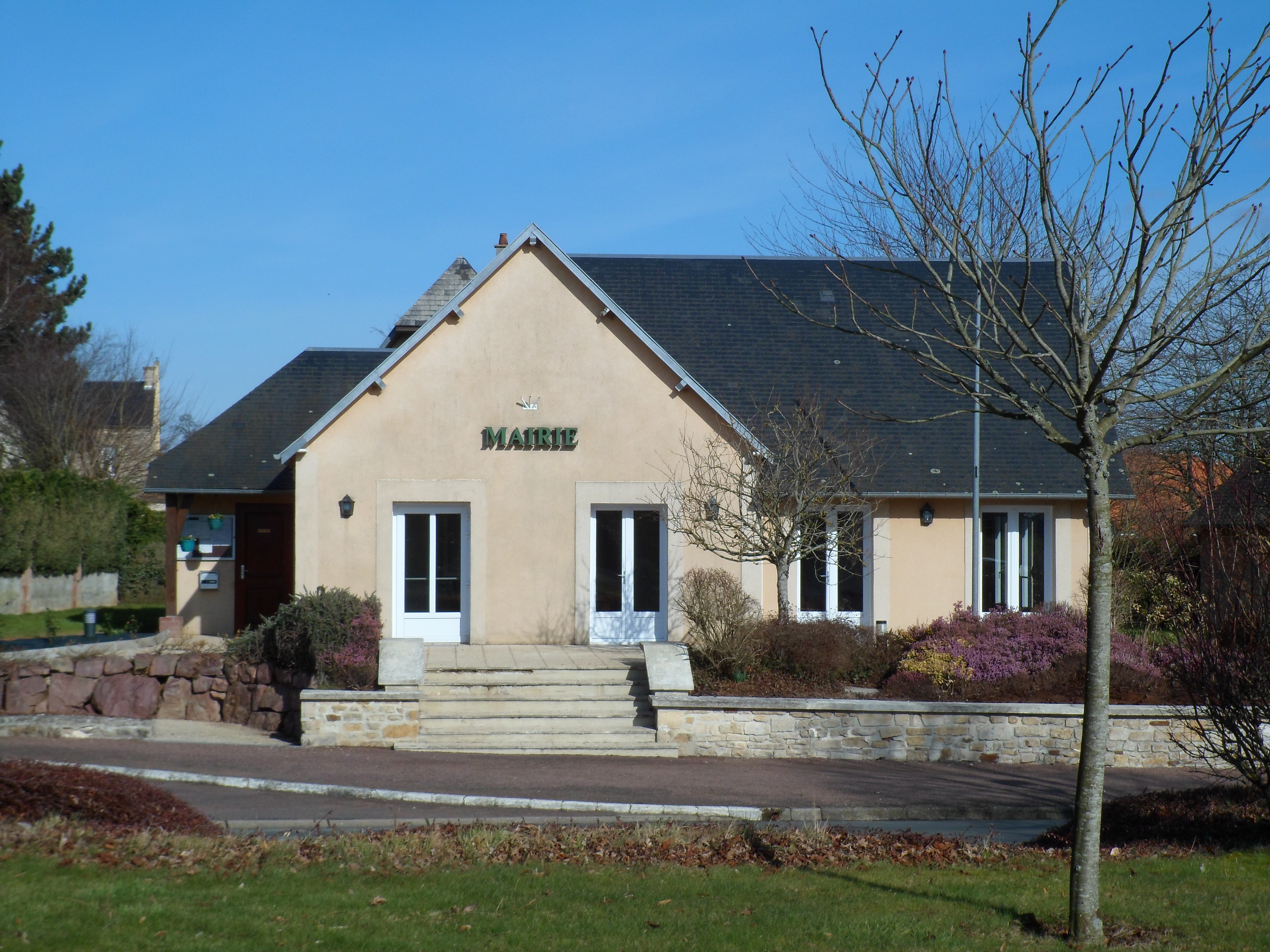
La mairie.

Le conseil municipal était composé de quinze membres dont le maire et deux adjoints. Ces conseillers intègrent au complet le conseil municipal de Noyers-Missy le 1er janvier 2016 jusqu'en 2020 et Christian Vengeons devient maire délégué.

## Démographie
En 2021, la commune comptait 544 habitants. Depuis 2004, les enquêtes de recensement dans les communes de moins de 10 000 habitants ont lieu tous les cinq ans (en 2004, 2009, 2014, etc. pour Missy) et les chiffres de population municipale légale des autres années sont des estimations.
Missy a compté jusqu'à 632 habitants en 1841.
| 1793 | 1800 | 1806 | 1821 | 1831 | 1836 | 1841 | 1846 | 1851 |
| ---- | ---- | ---- | ---- | ---- | ---- | ---- | ---- | ---- |
| 499  | 474  | 559  | 557  | 562  | 626  | 632  | 614  | 604  |

| 1856 | 1861 | 1866 | 1872 | 1876 | 1881 | 1886 | 1891 | 1896 |
| ---- | ---- | ---- | ---- | ---- | ---- | ---- | ---- | ---- |
| 564  | 561  | 581  | 521  | 480  | 456  | 450  | 462  | 371  |

| 1901 | 1906 | 1911 | 1921 | 1926 | 1931 | 1936 | 1946 | 1954 |
| ---- | ---- | ---- | ---- | ---- | ---- | ---- | ---- | ---- |
| 356  | 320  | 293  | 252  | 278  | 260  | 272  | 214  | 248  |

| 1962 | 1968 | 1975 | 1982 | 1990 | 1999 | 2004 | 2009 | 2014 |
| ---- | ---- | ---- | ---- | ---- | ---- | ---- | ---- | ---- |
| 311  | 326  | 297  | 319  | 439  | 463  | 522  | 533  | 497  |

| 2018 | - | - | - | - | - | - | - | - |
| ---- | - | - | - | - | - | - | - | - |
| 508  | - | - | - | - | - | - | - | - |

## Lieux et monuments

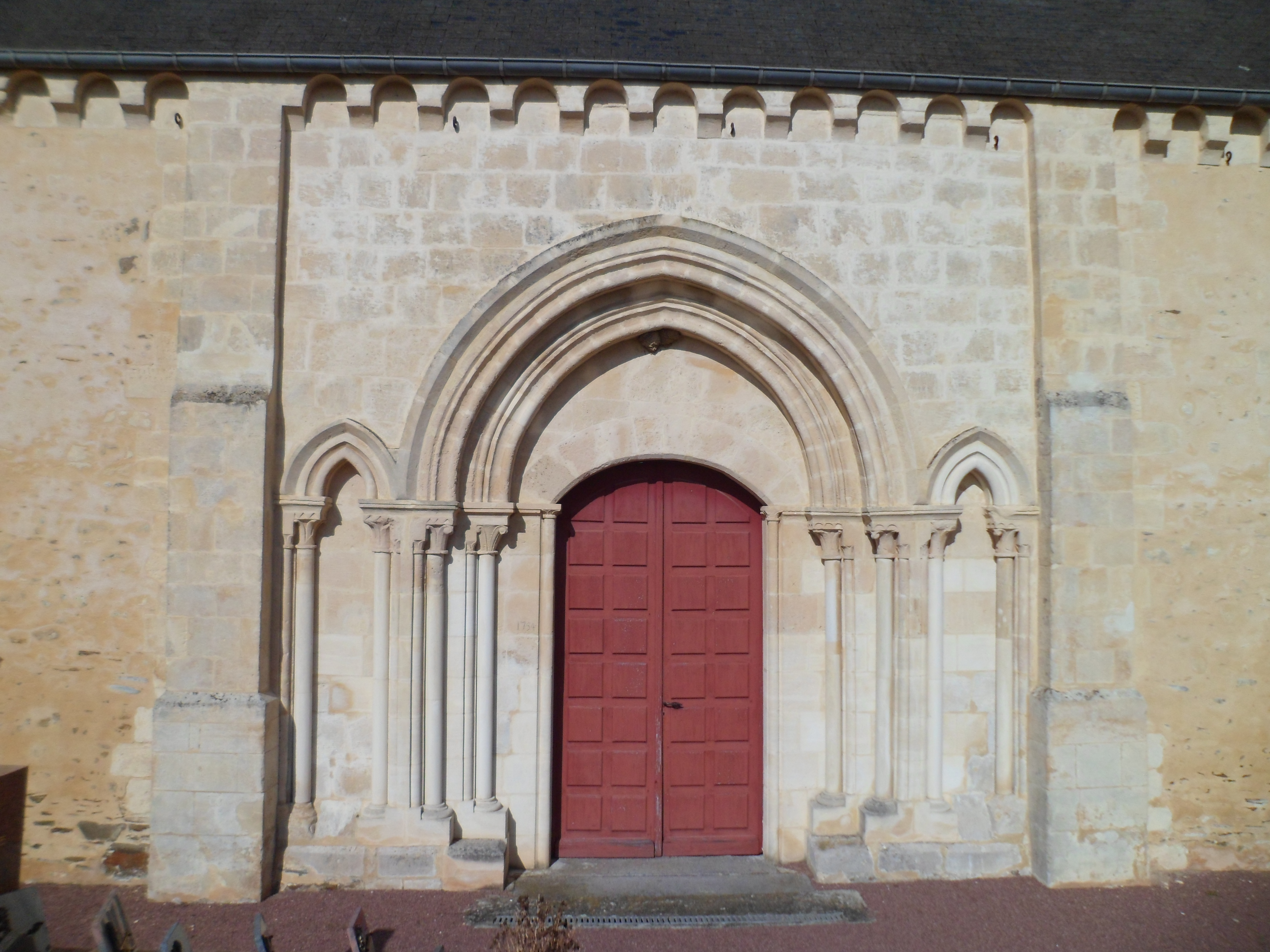
Le portail sud, inscrit au titre des monuments historiques.

- L'église Saint-Jean-Baptiste est composée d'une nef du XIIIe siècle, d'un chœur de la fin du XIIIe siècle, d'une tour accolée à celui-ci, d'une chapelle seigneuriale et d'une sacristie. La coupole fut achevée en 1754. Le portail sud ainsi que la rose occidentale ont fait l'objet en 1927 d'une inscription aux Monuments Historiques[10]
- Calvaire en haut de la côte des Forges.
- Ancien château détruit par faits de guerre.

## Héraldique
|  | Les armoiries de Missy se blasonnent ainsi : D'azur à l'aigle bicéphale d'or surmontée d'une couronne à l'antique d'argent. |